# 1245 Calvinia
Az 1245 Calvinia (ideiglenes jelöléssel 1932 KF) a Naprendszer kisbolygóövében található aszteroida. Cyril Jackson fedezte fel 1932. május 26-án, Johannesburgban.